# Вогнеок
Вогнео́к (Pyriglena) — рід горобцеподібних птахів родини сорокушових (Thamnophilidae). Представники цього роду мешкають в Південній Америці.

## Опис
Вогнеоки — невеликі, довгохвості птахи, середня довжина яких становить 16—18 см, а вага 25—36 г. Вогнеокам притаманний статевий диморфізм. Забарвлення самиць варіюється від коричневого до охристого, їхні хвости чорні. Забарвлення самців переважно чорне, з білими плямками на спині або крилах. І самцям, і самицям притаманні яскраво-червоні райдужки, на честь яких вогнеоки отримали свою назву.

## Види
Виділяють п'ять видів:
- Pyriglena maura
- Pyriglena similis
- Вогнеок західний (Pyriglena leuconota)
- Вогнеок багійський (Pyriglena atra)
- Вогнеок східний (Pyriglena leucoptera)

Всі п'ять видів вогнеоків раніше вважалися конспецифічними. За результатами молекулярно-генетичного дослідження, опублікованого у 2017 році, вид Pyriglena leuconota був розділений на три види.

## Етимологія
Наукова назва роду Pyriglena походить від сполучення слів дав.-гр. πυρ — вогонь і γληνη — око.